# تیچا پنیشیرو
تیچا پنیشیرو (انگلیسی: Ticha Penicheiro؛ زادهٔ ۱۸ سپتامبر ۱۹۷۴) بازیکن بسکتبال اهل پرتغال است که به عنوان پوینت گارد در اتحادیه ملی بسکتبال زنان (WNBA) و لیگ‌های اروپایی بازی می‌کرد. او به دلیل دید عالی در زمین، مهارت در پاسکاری و بازی‌سازی یکی از برترین گاردهای تاریخ WNBA محسوب می‌شود. پنیشیرو بیشتر دوران حرفه‌ای خود را در ساکرامنتو مونارکس گذراند و در سال ۲۰۰۵ با این تیم به قهرمانی WNBA دست یافت. او همچنین چندین بار در تیم آل-استار WNBA حضور داشت و در سال ۲۰۱۹ به تالار مشاهیر فیبا راه یافت.
از باشگاه‌هایی که در آن بازی کرده است می‌توان به باشگاه ورزشی گالاتاسرای اشاره کرد.